# Leschères
Leschères ist eine Gemeinde im französischen Département Jura in der Region Bourgogne-Franche-Comté.

## Geographie
Leschères liegt auf 750 m, etwa acht Kilometer nordnordwestlich der Stadt Saint-Claude (Luftlinie). Das Bauerndorf erstreckt sich im Jura, in einer Mulde am Ostfuß des Bois de la Sourde, in der waldreichen Umgebung im westlichen Hochjura, westlich des Taleinschnitts der Bienne.
Die Fläche des 8,28 km² großen Gemeindegebiets umfasst einen Abschnitt des französischen Juras. Die Landschaft ist geprägt durch Geländestrukturen wie Höhenrücken und Mulden, die gemäß der Streichrichtung des Faltenjuras in diesem Gebiet in Richtung Südsüdwest-Nordnordost orientiert sind. Der zentrale Teil des Gebietes wird von der Mulde von Leschères eingenommen, die keinen oberirdischen Abfluss aufweist, weil das Niederschlagswasser im porösen kalkhaltigen Untergrund versickert. Flankiert wird dieses Becken im Südosten vom Rücken des Bois de Cuttura (880 m) und im Norden vom langgezogenen Kamm der Bois de la Sourde, auf dem mit 1064 m die höchste Erhebung von Leschères erreicht wird. Durch einen schmalen Höhenzug ist das Gebiet von der östlich gelegenen Moorfläche bei Les Prés-de-Valfin getrennt. Nach Norden erstreckt sich das Gemeindeareal in eine Längsmulde und bis auf die Krete des Bois de la Joux Devant (1000 m). Das Gemeindegebiet ist Teil des Regionalen Naturparks Haut-Jura (frz.: Parc naturel régional du Haut-Jura).
Zu Leschères gehören neben dem eigentlichen Ort verschiedene Weiler und Hofgruppen, darunter:
- Vichaumois (780 m) am Nordfuß der Bois de Cuttura
- Angelon (790 m) an erhöhter Lage am Ostrand des Beckens von Leschères
- Granges de la Landoz (880 m) in einer Senke zwischen dem Bois de la Sourde und dem Bois de la Joux Devant

Nachbargemeinden von Leschères sind Les Piards und Nanchez mit Chaux-des-Prés im Norden, La Rixouse und Saint-Claude im Osten, Ravilloles im Süden sowie Les Crozets im Westen.

## Geschichte
Funde weisen auf eine Besiedlung des Gemeindegebietes von Leschères bereits während des Neolithikums hin. Seit dem Mittelalter gehörte die Ortschaft zum Herrschaftsgebiet der Abtei Saint-Claude. Zusammen mit der Franche-Comté gelangte Leschères mit dem Frieden von Nimwegen 1678 an Frankreich.

## Sehenswürdigkeiten

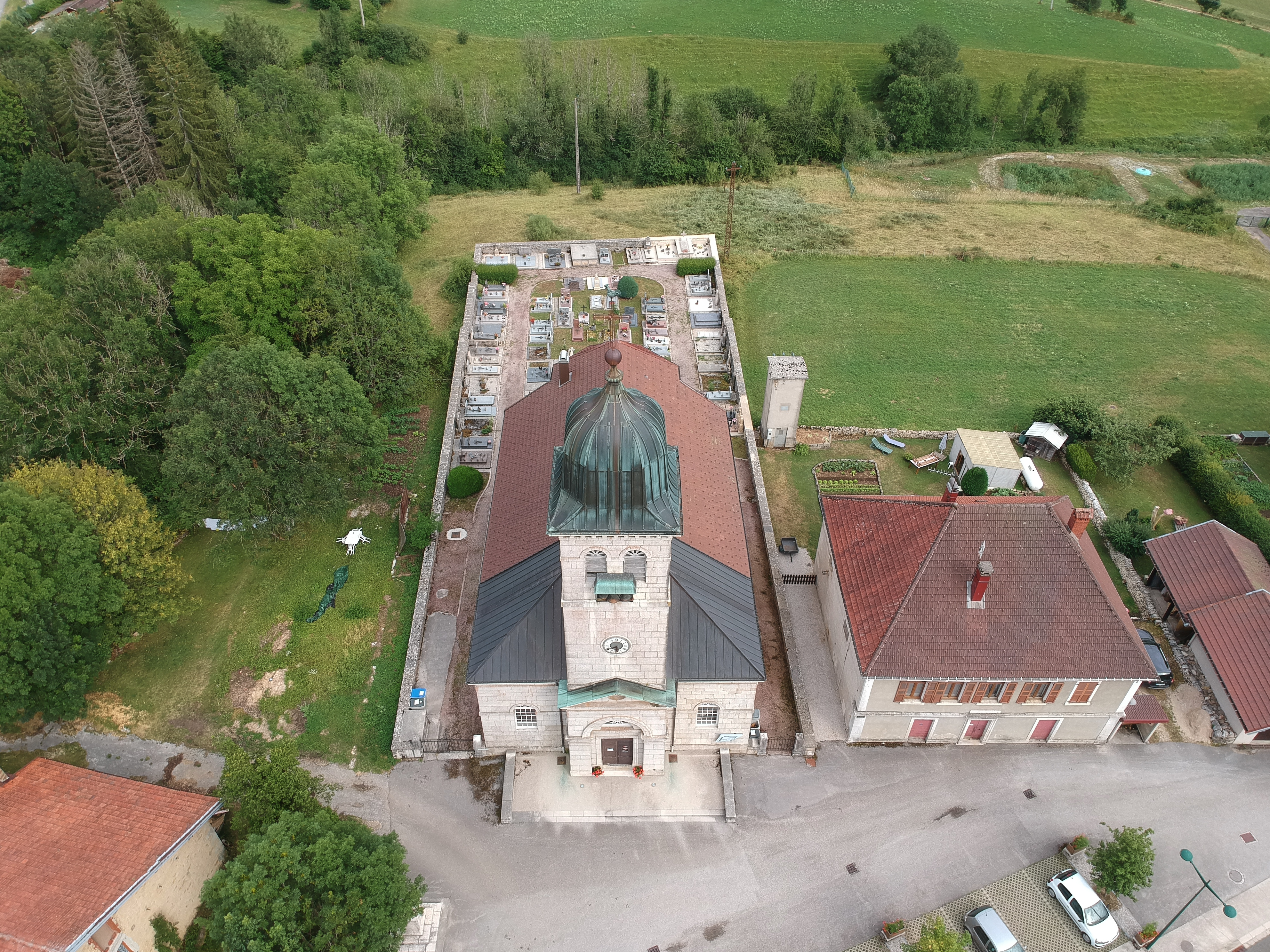
Luftbild der Kirche Saint-Denis

Die heutige Dorfkirche Saint-Denis in Leschères wurde im 19. Jahrhundert errichtet.

## Bevölkerung
| Jahr                       | 1962 | 1968 | 1975 | 1982 | 1990 | 1999 | 2004 | 2017 |
| Einwohner                  | 132  | 125  | 113  | 118  | 121  | 153  | 215  | 209  |
| Quellen: Cassini und INSEE |      |      |      |      |      |      |      |      |

Mit 203 Einwohnern (Stand 1. Januar 2022) gehört Leschères zu den kleinen Gemeinden des Départements Jura. Nachdem die Einwohnerzahl in der ersten Hälfte des 20. Jahrhunderts markant abgenommen hatte (1906 wurden noch 310 Personen gezählt), wurde seit Beginn der 1990er-Jahre wieder eine deutliche Bevölkerungszunahme verzeichnet.

## Wirtschaft und Infrastruktur
Leschères war bis weit ins 20. Jahrhundert hinein ein vorwiegend durch die Landwirtschaft, insbesondere Viehzucht und Milchwirtschaft, sowie durch die Forstwirtschaft geprägtes Dorf. Daneben gibt es heute einige Betriebe des lokalen Kleingewerbes. Mittlerweile hat sich das Dorf auch zu einer Wohngemeinde gewandelt. Viele Erwerbstätige sind Wegpendler, die in den größeren Ortschaften der Umgebung, vor allem in Saint-Claude ihrer Arbeit nachgehen.
Die Ortschaft liegt abseits der größeren Durchgangsstraßen an einer Departementsstraße, die von Lavans-lès-Saint-Claude nach Saint-Laurent-en-Grandvaux führt. Weitere Straßenverbindungen bestehen mit Les Piards und Valfin-lès-Saint-Claude.